# Steve Harris
Stephen Percy "Steve" Harris (Leytonstone, 12 de março de 1956) é um músico e compositor  inglês, conhecido por ser baixista,  principal compositor, tecladista (nas gravações em studio), co-produtor e fundador da banda britânica de heavy metal Iron Maiden. Ele é o único integrante a permanecer na banda desde sua criação, e junto com o guitarrista Dave Murray são os únicos a tocar em todos os álbuns.
Embora ele já tenha desejado se tornar um jogador de futebol, ele se interessou pelo rock em sua juventude, participando de duas bandas de bar, Gypsy's Kiss e Smiler, antes de fundar o Iron Maiden no natal de 1975. Antes do Iron Maiden assinar o contrato com a EMI em 1979, Steve Harris trabalhou como arquiteto em East End, Londres, até ele ter sido demitido. Também é produtor e co-produtor de alguns álbuns, diretor e editor de vídeos ao vivo e tecladista no estúdio.
Harris é frequentemente citado como um dos melhores e mais influentes baixistas do metal.

## Infância e adolescência
Harris nasceu e cresceu em Leytonstone, onde ele cresceu querendo ser um jogador de futebol profissional. Observado por Wally St Pier, Harris foi convidado para treinar para o West Ham United. Depois de se interessar no rock no início da adolescência, ele percebeu que já não seria um jogador de futebol profissional.
Inicialmente Steve queria tocar bateria, mas ele não tinha espaço suficiente para um kit de bateria em sua casa e por isso decidiu tocar baixo. Totalmente autodidata, seu primeiro baixo era uma cópia de um modelo Fender Precision que lhe custou £ 40 em 1971. Hoje ele usa seu próprio Fender Precision Bass personalizado.

## Biografia

### Iron Maiden
A primeira banda de Harris foi a banda "Influence", que foi mais tarde renomeada para Gypsy's Kiss com Bob Verscoyle (vocais), Dave Smith (guitarra) e o baterista Paul Sears. Porém depois de uma curta série de Shows na Cart and Horses pub em Maryland Point, Stratford e o Bridgehouse em Canning Town,  a banda se separou. Harris decidiu se juntar a uma banda da região leste de Londres chamada Smiler e nessa época começou a escrever suas próprias canções. Nessa banda estavam o baterista Doug Sampson, o vocalista Dennis Wilcock e os guitarristas Mick e Tony Clee. Mick e Tony, oito anos mais velhos que Steve, eram os líderes da banda. Para ele, foi uma experiência interessante, mas relativamente bem curta. A banda chegou a fazer uma versão de "Innocent Exile", mas recusaram-se a tocar a primeira composição de Harris ("Burning Ambition"), com a justificativa de que ela mudava muitas vezes a fórmula de compasso (mudanças de andamento).
Frustrado, Harris saiu da Smiler e resolveu buscar novos músicos para uma banda nova, o Iron Maiden. O nome foi retirado do filme O Homem da Máscara de Ferro, baseado na obra de Alexandre Dumas.

### Projeto solo
British Lion é o primeiro álbum solo de Steve Harris. A banda consiste em Steve Harris (baixo, backing vocal e composições), Richard Taylor (vocal) David Hawkings (guitarra), Graham Leslie (guitarra), Simon Dawson (Bateria).
À respeito do álbum, Harris afirma: "quero deixar algo bem claro - isto não é apenas um disco solo de Steve Harris... é muito mais que isso. Eventualmente gostaria que se transformasse numa banda a sério e quero pensar que não vamos ficar por aqui. Adoraria tocar estas músicas ao vivo. Para mim seria um enorme prazer; há muito, muito tempo que não toco em clubes menores e, de vez em quando, tenho saudades. Às vezes sinto falta da atmosfera que se gera se estivermos na cara das pessoas... Com o Iron Maiden, isso é algo que não podemos fazer há muitos anos."
"Este disco não reflete nada mais que a minha vontade de fazer algo diferente. Às vezes é saudável trabalhar com outras pessoas, com as quais também tenho uma boa química. O Iron Maiden vai continuar a trabalhar, como sempre... Neste momento temos uma turnê agendada para 2013 e, depois, vamos começar a trabalhar num novo álbum."
Steve Harris e sua banda fizeram uma pequena tour pela Europa de forma a divulgarem o álbum, sendo o primeiro concerto no Moto Clube de Faro em 2013 e o preço do bilhetes revertido para a Cruz Vermelha. Em meados de 2015 e com a pausa dos Iron Maiden, Steve Harris realizou mais alguns espetáculos pelo Reino Unido com o seu projeto.
Em 2020 Harris lança o seu segundo álbum a solo: The Burning.

## Vida Pessoal

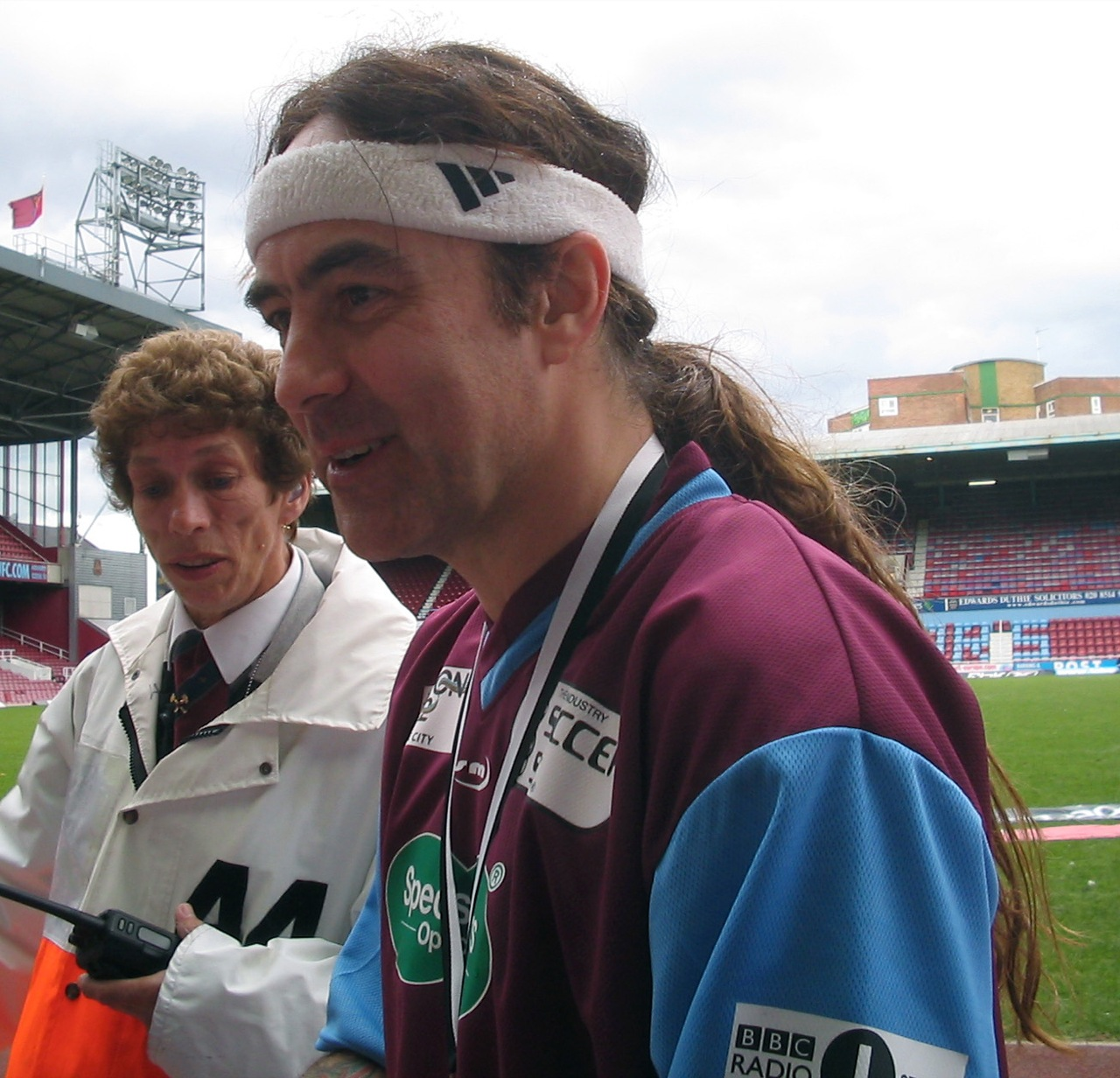
Harris no Boleyn Ground do West Ham United durante o Soccer Six 2005.

A filha mais velha de Steve Harris, Lauren, é uma cantora e acompanhou o Iron Maiden em 2006 e 2008. Em 2008, ela lançou um álbum solo, intitulado Calm Before the Storm, e é atualmente membro de uma banda chamada Kingdom of I, após a formação Six Hour Sundown. Além disso, o filho mais velho de Harris, George, toca guitarra em uma banda, The Raven Age, e sua segunda filha, Kerry, trabalha como assistente de produção para o Iron Maiden.
Harris se divorciou de sua esposa, casados há 16 anos, Lorraine, em 1993, e descreveu-o como "provavelmente o momento mais difícil que já enfrentou." Este período negro na sua vida é creditado com inspirar o ânimo do seguinte álbum do Iron Maiden: The X Factor. Harris teve quatro filhos com Lorraine; Lauren, Kerry, Faye e George, e dois filhos com sua parceira atual Emma; Stanley e Maisie.
Desde os anos 1980, Harris possuiu um estúdio de gravação e edição em Sheering Essex, o "Barnyard". Em Novembro de 2012, a propriedade de nove hectares foi posta à venda, com um porta-voz para o seu agente imobiliário, Hamptons International, afirmando que "ele agora vive entre Los Angeles e as Bahamas".
Sendo um jogador de futebol afiado, Harris jogou por clubes amadores quando adolescente e mais tarde foi observado por Wally St Pier e pediu para treinar para o West Ham United, de quem ele tem sido um fã desde que ele tinha 9 anos de idade. Apesar de querer jogar profissionalmente até aquele ponto, Harris acabaria por perceber que "não era realmente o que [ele] queria fazer." No entanto, Harris ainda joga futebol regularmente com sua própria equipe, "Maidonians", e ainda apoia West Ham, permanecendo em contato com o clube e tendo seu escudo em seu Precision Bass. Harris é também proprietário do Eddie`s Bar em Santa Bárbara de Nexe, Algarve, Portugal, onde também tem uma casa.

## Estilo musical

### Técnica e estilo
O baixo de Steve Harris é marcado pela "galopada" - uma nota seguida por três outras tocadas em rápida sucessão. Harris não usa palhetas, e costuma passar giz nos dedos antes de tocar. Além do baixo, junto com Adrian Smith, Harris faz backing vocals e toca teclado no estúdio (nos shows, o músico Michael Kenney cumpre essa função).
Harris é o principal compositor da banda, e em alguns álbuns participa das composições de todas as músicas, como em Killers, Brave New World,  A Matter of Life and Death e The Final Frontier. Também costuma ser o co-produtor dos discos, participando da mixagem. Chegou a dirigir alguns videoclipes e vídeos de apresentações.
No palco, Harris se movimenta bastante, pula e é comum vê-lo correr. Uma das marcas registradas de Harris é imitar uma "metralhadora" com seu baixo, apontando-o para a plateia. Ele geralmente faz isso no final das músicas.

### Influência
Steve Harris foi influenciado por baixistas como Geezer Butler do Black Sabbath, John Paul Jones da banda Led Zeppelin, Chris Squire do Yes, Mike Rutherford do Genesis, Andy Fraser do Free, Martin Turner do Wishbone Ash, Geddy Lee do Rush e John Entwistle do The Who. Um de seus baixistas favoritos é Pete Way do UFO, que também influenciou seu estilo e performance de palco.

## Equipamento
Desde início da banda até os dias atuais, Harris utiliza um Fender Precision Bass, caracterizado em todos os álbuns do Iron Maiden, que passou por um total de quatro mudanças de cor desde que começou a usá-lo. Originalmente branco, foi então alterado para preto antes do primeiro álbum da banda, seguido de azul brilhante e finalmente branco com claret e azul pinstriping com o símbolo do West Ham United. Harris teve seu baixo modificado para incluir um scratchplate espelhado, pontes Badass e captadores Seymour Duncan Spb1 personalizado e usa o seu próprio conjunto de assinatura de Rotosound flatwound strings. Em 2009, a Fender produziu uma série assinatura, Steve Harris Precision Bass, com um acabamento azul-brilho, espelhado scratchplate, captadores Seymour Duncan Spb1 e uma ponte Badass II.
Em 2005, a Metal Hammer relatou que ele usa oito 4x12 gabinetes com amplificadores Marshall Trace Elliot. Ele também usa quatro Sony WRT 27 transmissores sem fio, permitindo que ele seja tão móvel quanto possível no palco. Um diagrama do equipamento de baixo de Harris de 2000 está documentado no GuitarGeek.com.

## Discografia

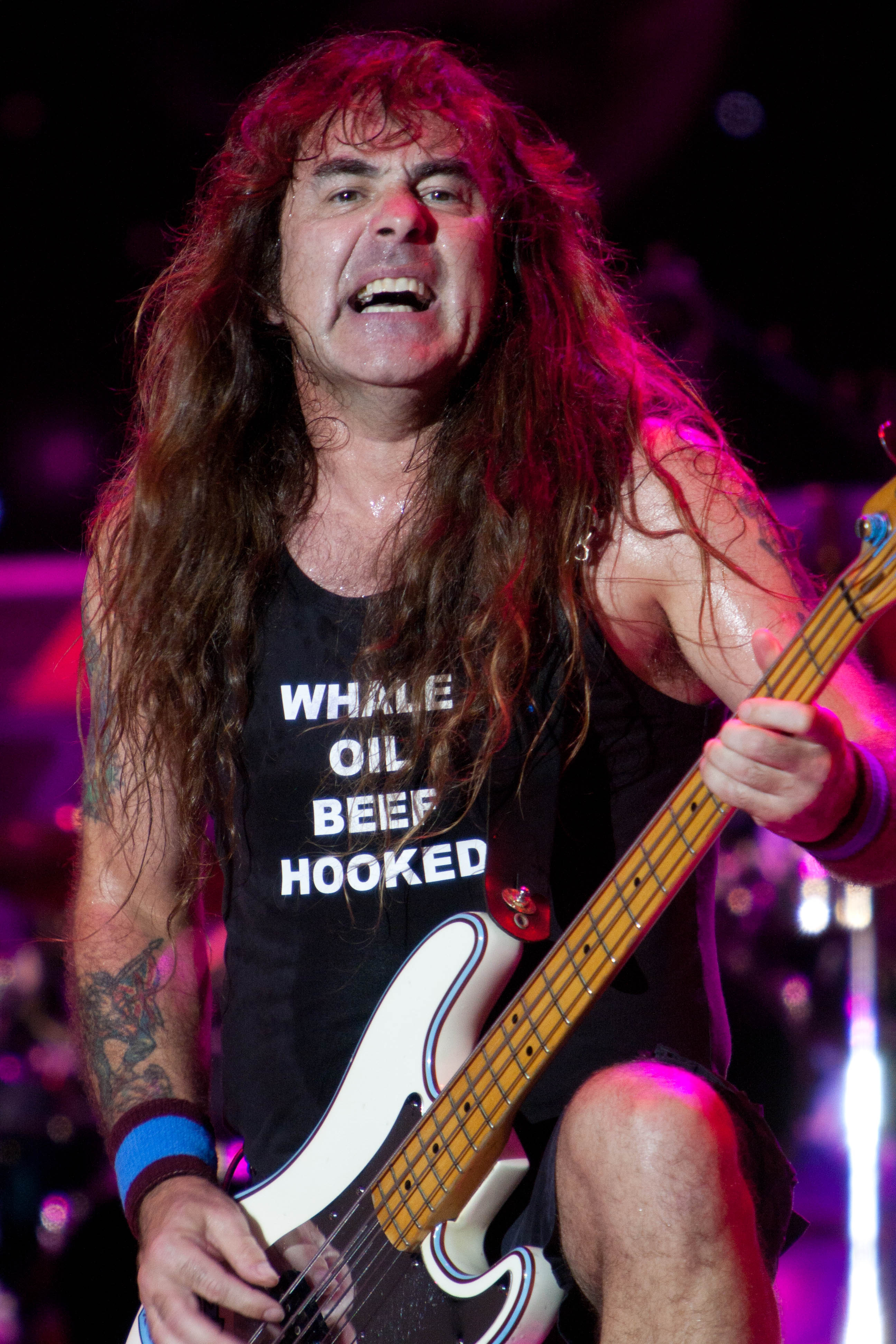
Harris em 2010

### com Iron Maiden
- 1980 - Iron Maiden
- 1981 - Killers
- 1982 - The Number of the Beast
- 1983 - Piece of Mind
- 1984 - Powerslave
- 1986 - Somewhere in Time
- 1988 - Seventh Son of a Seventh Son
- 1990 - No Prayer for the Dying
- 1992 - Fear of the Dark
- 1995 - The X Factor
- 1998 - Virtual XI
- 2000 - Brave New World
- 2003 - Dance of Death
- 2006 - A Matter of Life and Death
- 2010 - The Final Frontier
- 2015 - The Book of Souls
- 2021 - Senjutsu

### Carreira solo
- 2012 - British Lion
- 2020 - The Burning

### com Lauren Harris
- 2008 - Calm Before the Storm